# Campeonato Mundial de Esgrima de 1961
El XXX Campeonato Mundial de Esgrima se celebró en Turín (Italia) en 1961 bajo la organización de la Federación Internacional de Esgrima (FIE) y la Federación Italiana de Esgrima.

## Medallistas

### Masculino
| Evento              | Oro | Plata | Bronce |
| ------------------- | --- | --- | --- |
| Florete individual  | Ryszard Parulski · Polonia                                                                                       | Jenő Kamuti · Hungría                                                                                        | Mark Midler URSS |
| Florete por equipos | Mark Midler Yuri Rudov Alexandr Sheveliov Yuri Sisikin Guerman Sveshnikov Viktor Zhdanovich URSS                 | Ferenc Czvikovszky · Jenő Kamuti · László Kamuti · Kazmer Pacsery · Sándor Szabó · József Gyuricza · Hungría | Ryszard Parulski · Egon Franke · Witold Woyda · Zbigniew Skrudlik · Janusz Różycki · Henryk Nielaba · Polonia       |
| Espada individual   | Jacques Guittet Francia                                                                                          | Hans Lagerwall · Suecia                                                                                      | Tamás Gábor · Hungría                                                                                               |
| Espada por equipos  | Arnold Chernushevich Valentin Chernikov Bruno Jabarov Guram Kostava Dmitri Liulin URSS                           | Philippe Schraag Yves Dreyfus Jacques Guittet Armand Mouyal Gérard Lefranc Claude Bourquard Francia          | Göran Abrahamsson · Ivar Genesjö · Hans Lagerwall · Orvar Lindwall · Berndt-Otto Rehbinder · Axel Wahlberg · Suecia |
| Sable individual    | Yakov Rylski URSS                                                                                                | Emil Ochyra · Polonia                                                                                        | Wojciech Zabłocki · Polonia                                                                                         |
| Sable por equipos   | Jerzy Pawłowski · Wojciech Zabłocki · Emil Ochyra · Ryszard Zub · Franciszek Sobczak · Jerzy Wandzioch · Polonia | Umiar Mavlijanov Nugzar Asatiani Yevgueni Cherepovski Yakov Rylski Valeri Shchitny URSS                      | Tamás Mendelényi · Péter Bakonyi · Gábor Delneky · Zoltán Horváth · Rudolf Kárpáti · Miklós Meszéna · Hungría       |

### Femenino
| Evento              | Oro | Plata | Bronce                                                                              |
| ------------------- | --- | --- | ----------------------------------------------------------------------------------- |
| Florete individual  | Heidi Schmid RFA | Alexandra Zabelina URSS                                                                                     | Valentina Rastvorova URSS                                                           |
| Florete por equipos | Galina Gorojova Diana Nikanchikova Tatiana Liubetskaya Valentina Prudskova Valentina Rastvorova Alexandra Zabelina URSS | Katalin Juhász · Ildikó Rejtő · Magdolna Nyári-Kovács · Lídia Sákovics · Judit Ágoston-Mendelényi · Hungría | Ana Ene-Derșidan Olga Szabó Ecaterina Orb-Lazăr Maria Vicol Geta Sachelarie Rumania |

## Medallero
| Núm. | País    | Oro | Plata | Bronce | Total |
| ---- | ------- | --- | ----- | ------ | ----- |
| 1    | URSS    | 4   | 2     | 2      | 8     |
| 2    | Polonia | 2   | 1     | 2      | 4     |
| 3    | Francia | 1   | 1     | 0      | 2     |
| 4    | RFA     | 1   | 0     | 0      | 1     |
| 5    | Hungría | 0   | 3     | 2      | 5     |
| 6    | Suecia  | 0   | 1     | 1      | 2     |
| 7    | Rumania | 0   | 0     | 1      | 1     |
|      | TOTAL   | 8   | 8     | 8      | 24    |